# Лісій (сатрап)
Лісій (дав.-гр. Λυσίαςвбитий у 162 році до н. е. ) — селевкідський полководець і правитель сатрапії Сирія. Регент при базилевсі Антіохі V.

## Біографія

### Сатрап
Базилевс Антіох IV Епіфан в 166 році до н. е. передав під його управління Південну Сирію, а також довірив виховання свого єдиного сина Антіоха V. Сам государ вирушив в Персію для збору данини.
Лісій направив проти Юди Маккавея війська під командуванням Птолемея, Ніканора та Горгія. В 166 році до н. е. Юда розбив Ніканора та Горгія в двох битвах при Еммаусі, а потім зіткнувся з Лісієм при Бет-Цурі, після чого відступив у Єрусалимський храм.

### Регент
Подальші події описуються з різних позицій 1 і 2 маккавейськими книгами, а також Йосипом Флавієм. Після загибелі Антіоха IV в 164 році до н.е., і Лісій став регентом при малолітньому синові царя. Він зібрав в Антіохії нову армію, і після повернення Бет-Цуре почав облогу Єрусалима. В цей час він дізнався про прихід з Персії придворного Філіппа, якому Антіох Епіфан доручив турботу про сина. Лісій розбив Філіппа в 163 році до н. е., та отримав підтримку з Риму за виконання умов Апамейского мира.
Проте рік потому в країну прибув племінник Антіоха Епіфана — Деметрій I Сотер, який був відправлений заручником у Рим натомість Антіоха IV незадовго до загибелі свого батька Селевка IV. Дізнавшись про загибель свого дядька, він намагався переконати Сенат дозволити йому повернутися на батьківщину. Отримавши відмову, він втік і прибув у Триполі. Маючи народну підтримку, він убив як Антіоха V, так і його регента.

### Родич царя
У першій книзі Макавеїв про Лісія пишуть, що він походив з царського роду. Але немає підтвердження, що він був у кровному спорідненні з царською династією. Родич царя був одним з найбільш почесних придворних титулів у Селевкідів, і міг бути надано будь-якій людині за бажанням царя.